# Divisione di Darbhanga
Darbhanga è una divisione dello stato federato indiano di Bihar, e ha come capoluogo Darbhanga.
La divisione di Darbhanga comprende i distretti di Darbhanga, Madhubani e Samastipur.